# Гарфілд (Колорадо)
Гарфілд (англ. Garfield) — переписна місцевість (CDP) в США, в окрузі Чаффі штату Колорадо. Населення — 27 осіб (2020).

## Географія
Гарфілд розташований за координатами 38°32′57″ пн. ш. 106°17′22″ зх. д. / 38.54917° пн. ш. 106.28944° зх. д. (38.549200, -106.289354).  За даними Бюро перепису населення США в 2010 році переписна місцевість мала площу 0,86 км², уся площа — суходіл.

## Демографія
Згідно з переписом 2010 року, у переписній місцевості мешкало 15 осіб у 11 домогосподарстві у складі 1 родини. Густота населення становила 18 осіб/км².  Було 54 помешкання (63/км²).
Расовий склад населення:
| - 86,7 % — білих - 6,7 % — корінних американців - 6,7 % — осіб інших рас |

До двох чи більше рас належало 0,0 %. Частка іспаномовних становила 13,3 % від усіх жителів.
За віковим діапазоном населення розподілялося таким чином: 6,7 % — особи молодші 18 років, 93,3 % — особи у віці 18—64 років, 0,0 % — особи у віці 65 років та старші. Медіана віку мешканця становила 46,3 року. На 100 осіб жіночої статі у переписній місцевості припадало 87,5 чоловіків;  на 100 жінок у віці від 18 років та старших — 100,0 чоловіків також старших 18 років.
Цивільне працевлаштоване населення становило 8 осіб. Основні галузі зайнятості: фінанси, страхування та нерухомість — 100,0 %.